# Гезеке
Гезеке (нем. Geseke) — город в Германии, в земле Северный Рейн-Вестфалия.
Подчинён административному округу Арнсберг. Входит в состав района Зост. Население составляет 20 755 человек (на 31 декабря 2010 года). Занимает площадь 97,48 км². Официальный код — 05 9 74 020.
Город подразделяется на 8 городских районов.
| Год  | Население |
| ---- | --------- |
| 1995 | 18 907    |
| 2000 | 20 000    |
| 2005 | 20 573    |
| 2010 | 20 713    |